# NGC 2500
NGC 2500 je galaksija u zviježđu Risu.

## Vanjske poveznice
- SEDS: NGC 2500